# Креспина
Крѐспина (на италиански: Crespina) е град и община в Италия, в региона Тоскана, провинция Пиза, в географския район Валдера. Населението му е около 4200 души (2007).